# Буачидзе, Иосиф Моисеевич
Иосиф Моисеевич Буачидзе (груз. იოსებ მოსეს ძე ბუაჩიძე, 2 сентября 1907, Парцхнали, Кутаисская губерния, Российская империя — 25 января 2006) — грузинский советский учёный в области геологии, доктор геолого-минералогических наук (1950), член-корреспондент АН Грузинской ССР (1961). Заслуженный деятель науки и техники Грузинской ССР (1967).

## Биография
Начальное образование получил в двухлетней школе в Харагаули и Кутаисском реальном училище, а среднее образование в Зестафонском техникуме, который он окончил в 1925 году. Отработав 4 года, в 1929 году поступил на горно-металлургический факультет Грузинского политехнического института. В студенческие годы активно занимался научными исследованиями. Во время геологической практики в 1932—1934 годах открыл «краевое» месторождение минеральных вод в Верхней Имеретии и провёл его научные исследования. В 1934 году И. Буачидзе успешно окончил институт по специальности инженер-геолог и по рекомендации профессора А. Джанелидзе был направлен руководителем инженерно-геологической группы на строительство Аджарской ГЭС. С 1938 по 1942 год был начальником инженерно-геологического отдела Тбилгидроэнергопроекта (1938). В 1942—1948 годах работал руководителем гидрогеологической экспедиции Грузинской ССР.
В 1946 году защитил диссертацию на соискание учёной степени кандидата геолого-минералогических наук на тему: «Инженерно-геологические условия Аджарской плотины», а в 1950 году — докторскую диссертацию на тему: «Подземные воды Грузии».
В 1946 году начал преподавать в Грузинском политехническом институте, ассистент, в 1949—1951 годах — доцент, а в 1951 году был избран профессором. В 1954 году его усилиями в Грузинском политехническом институте была создана кафедра гидрогеологии и инженерной геологии, которую он возглавлял до 1973 года.
Ректор Грузинского политехнического института (1958—1973).
В 1961 году избран членом-корреспондентом АН Грузинской ССР. В 1973 году в системе Академии наук Грузинской ССР был создан научно-исследовательский сектор гидрогеологии и инженерной геологии, затем институт, директором которого до 1990 года был Иосиф Буачидзе.
Создал научную школу, более 40 его учеников, ставших специалистами в области гидрогеологии и инженерной геологии, подготовили и защитили докторские и кандидатские диссертации.
Жил в Тбилиси, проспект Плеханова, д. 86/90, затем — улица Нико Николадзе, д. 7.

## Научные интересы
Автор и соавтор 7 монографий по инженерной геологии и гидрогеологии, в том числе на английском языке. Опубликовал множество научных работ, многие из них в научно-популярных журналах США, Италии, России, Украины, Японии, Англии, Германии и других стран. Составил более 200 инженерно-геологических и гидрогеологических отчетов, имеющих большое практическое значение для строительства, реконструкции и определения устойчивости различных типов зданий.
Под научным руководством Буачидзе и при его непосредственном участии проводились работы по изучению инженерно-геологических условий Ингури ГЭС.  Был привлечён к работам по инженерно-геологическому обоснованию строительства Тбилисского метрополитена. Реализация проекта метро подтвердила правильность сделанных им прогнозов.
Способствовал развитию курорта Боржоми и превращению его в одну из крупнейших здравниц СССР.
Составил карты гидрогеологии и инженерно-геологии Грузии и схемы зон с выделением областей распространения артезианских бассейнов на территории Грузии.
Выполнил подробный анализ катастрофы, произошедшей на водохранилище Вайонт в Северной Италии в октябре 1963 года.
В последние десятилетия И. Буачидзе и его ученики выполнили уникальные работы по инженерно-геологическому изучению подводного склона восточной части Черного моря, которые легли в основу разработки генеральной схемы прибрежных сооружений на Черноморском побережье Грузии.

## Награды и звания
- 1997 — Орден Чести в связи с 75-летием Грузинского политехнического института
- 1967 — Заслуженный деятель науки и техники Грузинской ССР
- Медаль Георгия Николадзе